# Sixty Six
Sixty Six is een Brits-Franse tragikomediefilm uit 2006, geregisseerd door Paul Weiland. De film is gebaseerd op de praktijkervaring van regisseur Weiland.

## Verhaal
Bernie Reubens is een joodse jongen die op het punt staat zijn bar mitswa te vieren. In eerste instantie plant hij minutieus een uitbundige receptie om die van zijn oudere broer Alvie te overtreffen, maar terwijl de financiën van het gezin van de ene ramp naar de andere slingeren, wordt de familie gedwongen de verwachtingen van Bernie te verlagen en de bar mitswa-receptie thuis in Noord-Londen te organiseren. Wanneer Engeland de finale van de FIFA wereldkampioenschap voetbal 1966 bereikt, die op dezelfde dag wordt gehouden, verzinnen de meeste gasten excuses om niet naar de receptie te komen, zodat ze de wedstrijd kunnen bekijken. Uiteindelijk redt Bernie's vader de dag door Bernie naar het Wembley Stadium te rijden om getuige te zijn van het einde van de wedstrijd.

## Rolverdeling
| Acteur               | Personage                                         |
| -------------------- | ------------------------------------------------- |
| Gregg Sulkin         | Bernie Reubens                                    |
| Helena Bonham Carter | Esther Reubens                                    |
| Eddie Marsan         | Immanuel "Manny" Reubens                          |
| Ben Newton           | Alvie Reubens                                     |
| Thomas Drewson       | Terry Shivers                                     |
| Peter Serafinowicz   | oom Jimmy / Mr. Reubens, Sr. / voetbalcommentator |
| Stephen Grief        | oom Henry                                         |
| Catherine Tate       | tante Lila                                        |
| Stephen Rea          | Dr. Barrie                                        |
| Geraldine Somerville | Alice Barrie                                      |

## Ontvangst
Op Rotten Tomatoes heeft Sixty Six een waarde van 65% en een gemiddelde score van 6,00/10, gebaseerd op 52 recensies. Op Metacritic heeft de film een gemiddelde score van 57/100, gebaseerd op 11 recensies.